# Julien Marie-Sainte
Julien Marie-Sainte, né le 6 octobre 1980 à Cherbourg (Manche) et mort le 25 août 2023  à Marseille (Bouches-du-Rhône), est un boxeur professionnel français surnommé « le Brigadier ». Il combat dans la catégorie poids moyens et remporte cinq fois le titre de champion de France.

## Carrière
Julien Marie-Sainte dispute son premier combat amateur en février 2001. Après trois saisons passées à l'AS Cherbourg, il rejoint Rouen. Sa carrière amateur totalise 41 combats pour 39 victoires et deux défaites. Il passe professionnel en septembre 2005 et dispute son premier combat le 18 février 2006 à Bayeux contre Alexis Culit qu'il bat par KO. En décembre 2007 son père Valére, qui est également son manager, meurt subitement d'une crise cardiaque. Julien Marie-Sainte se charge de ramener le corps de son père en Martinique sur la terre de sa famille paternelle. En 2009, il rejoint l'équipe dirigée par la société R2 Image & Events Sàrl du promoteur suisse Sergio Rivas. Le 12 décembre 2009, il combat devant les siens à Cherbourg où il contraint à l'abandon le Letton Ruslan Pojovs dès la deuxième reprise. En janvier 2010, il est désigné comme le challenger officiel du champion de France Affif Belghecham mais le combat ne se fera pas, Belghecham laissant finalement son titre vacant.
Le 28 mai à Levallois-Perret, Julien Marie-Sainte conquiert le titre national des poids moyens en battant aux points François Bastient, après que ce dernier soit allé au tapis dans le neuvième round. Le 20 novembre 2010, toujours à Levallois-Perret, il étrenne victorieusement son titre en disposant de Christophe Karagoz par KO à la troisième reprise. Le 11 décembre 2010 à Perpignan, il conserve de nouveau son titre en battant le Marseillais Ansoula Charden par KO au deuxième round. Le 29 janvier, il retrouve Belghecham et conserve son titre par décision à l'unanimité des juges. Le 16 avril 2011 à Fort-de-France, il conserve pour la quatrième fois son titre en battant Michel Mothmora par KO à la troisième reprise. 
En 2012 il est victime d'un grave accident lors d'un entraînement. Alors qu'il fait une session de mise de gants avec un partenaire, le tendon de son biceps gauche s'arrache. Après s'être fait opérer à la clinique des Lilas à Paris, Julien Marie-Sainte est en convalescence pendant plus de six mois à cause de cette blessure qui est survenue quelques mois après avoir signé un contrat de trois ans avec le promoteur américain Arthur Pellulo (Banner Promotions). Depuis cet accident, Julien Marie-Sainte n'a jamais retrouvé le niveau qui l'a fait monter au plus haut des classements mondiaux et européens. Avant cette grave blessure au tendon du biceps gauche, Julien Marie-Sainte totalisait un nombre de trente huit combats pour trente-six victoires dont vingt-six par KO et seulement deux défaites contre le Vénézuélien Jairo Alvarez et le Britannique Tyan Booth. Il reste invaincu en France de 2005 à 2013. De 2011 à 2013, il est classé numéro un français, numéro un européen EBU, numéro 3 mondial de la World Boxing Association (WBA), numéro 5 mondial de la World Boxing Organization (WBO) et numéro 10 mondial de la World Boxing Council (WBC).
Julien Marie-Sainte est licencié au CSL d'Aulnay-sous-Bois et s'entraîne depuis janvier 2009 sous l'autorité de Nasser Lalaoui. Le 2 février 2013, il échoue en championnat d'Europe European Boxing Union (EBU) face à l'Ukrainien Maksim Bursak par arrêt de l'arbitre sur blessure (arcade ouverte) au 3e round.

## Mort
À la suite d'une crise cardiaque, Julien Marie-Sainte est hospitalisé en soins intensifs durant une dizaine de jours à Marseille. Il meurt le 25 août 2023 dans le 15e arrondissement de Marseille.